# نظام التعليقات البكتيرية
نظام التعليقات البكتيرية (نظام التعليقات التوضيحية البكتيرية) هو خادم ويب متاح مجانًا يمكن استخدامه لإجراء تعليق توضيحي آلي شامل للجينومات البكتيرية. مع ظهور الجيل التالي من تسلسل الحمض النووي، أصبح من الممكن الآن تسلسل الجينوم الكامل للبكتيريا (عادةً حوالي 4 ملايين قاعدة) في غضون يوم واحد. وقد أدى ذلك إلى إنفجار في عدد الميكروبات المتسلسلة بالكامل. في الواقع، إعتبارًا من عام 2013، كان هناك أكثر من 2700 جينوم بكتيري متسلسل بالكامل أودع في جينبنك. ومع ذلك، فإن التحدي المستمر لعلم الجينوم الميكروبي هو العثور على الموارد أو الأدوات لتوضيح العدد الكبير من الجينومات المتسلسلة حديثًا. طور نظام التعليقات البكتيرية في عام 2005 تحسبًا لهذه الإحتياجات. في الواقع، كان نظام التعليقات البكتيرية أول خادم ويب للتعليقات التوضيحية للجينوم الميكروبي في العالم يمكن الوصول إليه بشكل عام. نظرًا لشعبيته الواسعة النطاق، حُدّث خادم نظام التعليقات البكتيرية في عام 2011 من خلال إضافة عقد خادم متعددة للتعامل مع العدد الكبير من الاستعلامات التي كان يتلقاها.
صمم خادم نظام التعليقات البكتيرية لقبول إما بيانات الجينوم المجمعة (بيانات تسلسل الحمض النووي الخام) أو التخصيصات البروتينية الكاملة كمدخلات. إذا وفِّرت تسلسل الحمض النووي الخام، فإن نظام التعليقات البكتيرية تستخدم جليمبر (الإصدار 2.1.3) لتحديد الجينات. الناتج من نظام التعليقات البكتيرية عبارة عن تعليق توضيحي شامل على مستوى الجينوم (مع حوالي 60 حقلاً فرعيًا للتعليق لكل جين) وخريطة جينوم قابلة للزووم ومرتبطة تشعبيًا لجينوم الاستعلام. يستخدم نظام التعليقات البكتيرية ما يقرب من 30 برنامجًا مختلفًا لتحديد والتعليق على أسماء الجينات/البروتين، ووظائف ج و، ووظائف سي و ج، والمشابهات وتقويم العظام الممكنة، والوزن الجزيئي، والنقطة الكهربية، وبنية المشغل، والتوطين دون الخلوي، وببتيدات الإشارة، ومناطق الغشاء، والبنية الثانوية، والبنية ثلاثية الأبعاد، ردود الفعل والمسارات. القائمة الكاملة للبرامج المستخدمة من قبل نظام التعليقات البكتيرية مذكورة أدناه:
| اسم                                                           | طريقة |
| ------------------------------------------------------------- | --- |
| اللمعان 2.1.3                                                 | جليمير هو برنامج شائع ودقيق للغاية لاكتشاف الجينات من أجل الحمض النووي الميكروبي. في دراسة لـ 31 جينومًا بكتيريًا وأثريًا كاملًا، حقق جليمير متوسط دقة تنبؤ جيني بنسبة 99.36%. يستخدم جليمير نماذج أقحم ماركوف للتمييز بين مناطق الترميز من الحمض النووي غير المشفر. ينخفض أداء جليمير مع زيادة محتوى ج سي. بالنسبة للجينومات ذات المحتوى العالي من ج سي (> 60%)، قد يولد جليمير عددًا كبيرًا من التنبؤات الإيجابية الخاطئة، وبالتالي يجب استخدامه بحذر. |
| هامر 2.3.2                                                    | تستخدم لعمليات البحث المحلية بفام. |
| ديلرمتجانس2.0                                                 | برنامج نمذجة التماثل المطوَّر محليًا. |
| إشارة بي 3.0                                                  | تنبؤ إشارة الببتيد. |
| تي أم أتش أم أم2.0                                            | توقع حلزونات الغشاء في البروتين. |
| بي أس أي آر إي دي2.45.2 تحديث                                 | التنبؤ بالهيكل الثانوي. يحقق بي أس أي آر إي دي متوسط درجة Q3 80.6% لتنبؤات الهيكل الثانوي. |
| بي أس-إسكان                                                   | أداة لفحوصات بروسايت المحلية. |
| فادار1.4                                                      | أداة تحليل بنية البروتين المطورة محليًا. يستخدم نظام التعليقات البكتيرية فادار لتحليل هياكل البروتين للحصول على معلومات هيكلية ثانوية. |
| بسورت-بي 2.0.4                                                | تستخدم للتنبؤ بالموقع الخلوي. تبلغ دقة بسورت-بي 96% للبكتيريا موجبة الجرام وسالبة الجرام. |
| اسم البروتين 1.0.0 تحديث                                      | وحدة التنبؤ بوظيفة نظام التعليقات البكتيرية. تحقق من صحة هذه الوحدة مقابل مجموعة من البروتينات المشروحة بخبرة من المتدثرة التراخومية . |
| يجد بارالوجس 1.0.0 تحديث                                      | وحدة نظام التعليقات البكتيرية لتحديد بارالوج. أنشئت قاعدة بيانات بارالوج من الترجمات المفاهيمية لمناطق التشفير المحددة المقدمة إلى نظام التعليقات البكتيرية بواسطة جليمير أو من قبل مقدم الخدمة. |
| يجد متجانس 1.0.0 تحديث                                        | وحدة نظام التعليقات البكتيرية لتحديد متماثل. يبحث في قواعد بيانات الكائن الحي عن متماثلات محتملة. |
| بحث جي ؤو 1.0.0 تحديث                                         | وحدة نظام التعليقات البكتيريةلاستخراج معلومات علم الوجود الجيني من مصادر مختلفة. |
| مكتشف مشغل 1.0.0 تحديث                                        | وحدة نظام التعليقات البكتيرية لتحديد العوامل. |
| مدير الهيكل 1.0                                               | وحدة نظام التعليقات البكتيرية لمعالجة ملفات بنية البروتين. |
| هيكل المصنف 1.0.2 تحديث                                       | وحدة نظام التعليقات البكتيرية لتحديد فئة الهيكل من معلومات الهيكل الثانوي. |
| الباحث عن الهيكل 1.0                                          | وحدة نظام التعليقات البكتيرية لتوليد هياكل البروتين من مصادر مختلفة. |
| مشغل-سي ؤو جي 1.0.0 تحديث                                     | وحدة نظام التعليقات البكتيرية لتحديد فئات ووظائف سي ؤو جي الوظيفية. |
| مدير الهيكل الثانوي 1.0                                       | وحدة نظام التعليقات البكتيرية لتوليد معلومات البنية الثانوية من مصادر مختلفة. |
| إي سي رقم-مشغل                                                | وحدة نظام التعليقات البكتيرية لرسم خرائطإي سي_رقم من وإلى مصادر مختلفة. |
| مدير تعليق سويس بروت 1.0.0 تحديث                              | وحدة نظام التعليقات البكتيرية لمقارنة التعليقات التوضيحية من سجلات سويس بروت وتطبيقها بشكل انتقالي. |
| مدير الشرح سي سي دي بي 1.0.0 تحديث                            | وحدة نظام التعليقات البكتيرية لمقارنة التعليقات التوضيحية من سجلات سي سي دي بي وتطبيقها بشكل انتقالي. |
| معرف الجينات 1.0                                              | وحدة نظام التعليقات البكتيرية لتنسيق معلومات تحديد الجينات من بصيص أو تقديمات المستخدم. |
| مدير التعليقات التوضيحية نظام التعليقات البكتيرية 1.0.0 تحديث | مدير خط أنابيب نظام التعليقات البكتيرية. |
| مدير البحث كي إي جي جي                                        | وحدة نظام التعليقات البكتيرية للبحث عن المعلومات الأيضية واستخراجها من كي إي جي جي. |
| مدير توطين الخلية الفرعية 1.0.0 تحديث                         | وحدة نظام التعليقات البكتيرية لتوليد شرح توضيحي للموقع الفرعي الخلوي من مصادر مختلفة. |

بالإضافة إلى التعليق التوضيحي الشامل لكل جين/بروتين في جينوم الاستعلام، ينشئ نظام التعليقات البكتيرية أيضًا خرائط دائرية ملونة وقابلة للنقر وقابلة للتكبير والتصغير بالكامل لكل كروموسوم إدخال. أنشئت خرائط الجينوم البكتيري باستخدام برنامج يسمى سي ج منظر (عارض الجينوم الدائري) والذي طُورت في عام 2004. صممت خرائط الجينوم للسماح بالتنقل السريع والتصور التفصيلي لجميع التعليقات التوضيحية الجينية التي نشأت بواسطة نظام التعليقات البكتيرية. يستغرق تشغيل نظام التعليقات البكتيرية الكامل حوالي 16 ساعة لمتوسط كروموسوم بكتيري (حوالي 4 ميجا بايت). يمكن عرض تعليقات نظام التعليقات البكتيرية وتنزيلها بشكل مجهول أو من خلال نظام وصول محمي بكلمة مرور. ستقوم نظام التعليقات البكتيرية بتخزين تعليقات الجينوم البكتيري على الخادم لمدة أقصاها 180 يومًا. تتعامل نظام التعليقات البكتيرية مع ما يقرب من 1000 طلب في السنة. يمكن الوصول إلى نظام التعليقات البكتيرية على https://www.basys.ca/

## نطاق ووصول
جميع البيانات في BacMap ليست ملكية أو مشتقة من مصدر غير مملوك. يمكن الوصول إليه مجانًا ومتاح لأي شخص. بالإضافة إلى ذلك، يمكن تتبع كل عنصر من عناصر البيانات تقريبًا وإشارته صراحة إلى المصدر الأصلي. تتوفر بيانات BacMap من خلال واجهة ويب عامة وتنزيلات.

## أنظر أيضًا
- علم الجينوم الوظيفي
- بكتيريا
- الجينوم
- علم الاحياء المجهري